# Morgan (Orca)
Morgan ist ein weiblicher Schwertwal der küstennah lebenden und fischfressenden Population vor Norwegen. Sie war 2010 im Wattenmeer vor den Niederlanden gestrandet und wurde anschließend in ein Delfinarium überführt.

## Bergung
Im Juni 2010 wurde ein Orca-Weibchen im Flachwasser nahe der niederländischen Küste alleine und unterernährt angetroffen. Es wurde auf anderthalb Jahre geschätzt, Morgan genannt und in das Dolfinarium Harderwijk gebracht, um aufgepäppelt zu werden. Sie war zur Zeit des Fundes jedoch etwa 4 Jahre alt und hatte bereits länger alleine gelebt.

## Rehabilitation
Aufgrund des starken Untergewichts hatte eine Gewichtszunahme höchste Priorität. Der Schwertwal zeigte großen Appetit und erreichte binnen 3 Monaten in den Niederlanden ein Gewicht von über 700 kg.

## Auswilderung
Im Umkreis von mehr als 100 km um die Fundstelle konnte keine Orca-Gruppe ausfindig gemacht werden. Es wurden keine schwerwiegenden gesundheitlichen Probleme diagnostiziert. Da junge Orcas lange auf die Unterstützung ihrer Familie angewiesen sind, bis sie sich unabhängig ernähren können, führte die falsche Bewertung ihres Alters bei den Experten und somit auch bei dem niederländischen Gericht zur Entscheidung, eine Auswilderung sei nicht möglich und würde den raschen Tod des Tieres bedeuten, obwohl eine Auswilderung wahrscheinlich möglich gewesen wäre. Da das niederländische Delfinarium weder über ein angemessenes Becken noch über Artgenossen verfügt, wurde Morgan in den Loro Parque transportiert.
Der Kanadier John Ford, einer der sieben Experten, die 2010 zu Morgans Verbleib in menschlicher Obhut rieten, schrieb im Jahr 2011, dass inzwischen eine Gruppe von Walen gefunden wurde, die sich im Sommer küstennah aufhält und die möglicherweise mit Morgan verwandt ist. Unter diesen neuen Voraussetzungen hält er nach Abklärung der Familienverhältnisse von Morgan den Versuch der Auswilderung für möglicherweise machbar und aus Sicht der Forschung für wünschenswert.
Am 29. November 2011 wurde Morgan jedoch in den Loro Parque gebracht.
Die letzte Sichtung eines Mitglieds der Familie P118 wird von der Free Morgan Foundation auf den 22. Juni 2012 datiert. Die Stiftung setzt sich dafür ein, Morgan wieder auszuwildern da sie von den anderen Orcas im Loro Parque nicht akzeptiert würde. Außerdem würden bei Morgan seit dem Aufenthalt im Loro Parque gravierende gesundheitliche Verschlechterungen beobachtet. Der Loro Parque widerspricht dieser Aussage. Morgan konnte in den ersten beiden Jahren ihrer Gefangenschaft ihr Gewicht zwar mehr als verdreifachen, was aber teils auf ihren Ausgangszustand zurückzuführen war, und bereits in den Niederlanden begann. Die Gewichtszunahme stagnierte, was auf ernste Probleme hindeutet. Des Weiteren wurden zahlreiche Verletzungen fotografisch dokumentiert.

## Leben im Loro Parque

### Anfangszeit
Im März 2012 wurde der Integrationsprozess als offiziell abgeschlossen erklärt.

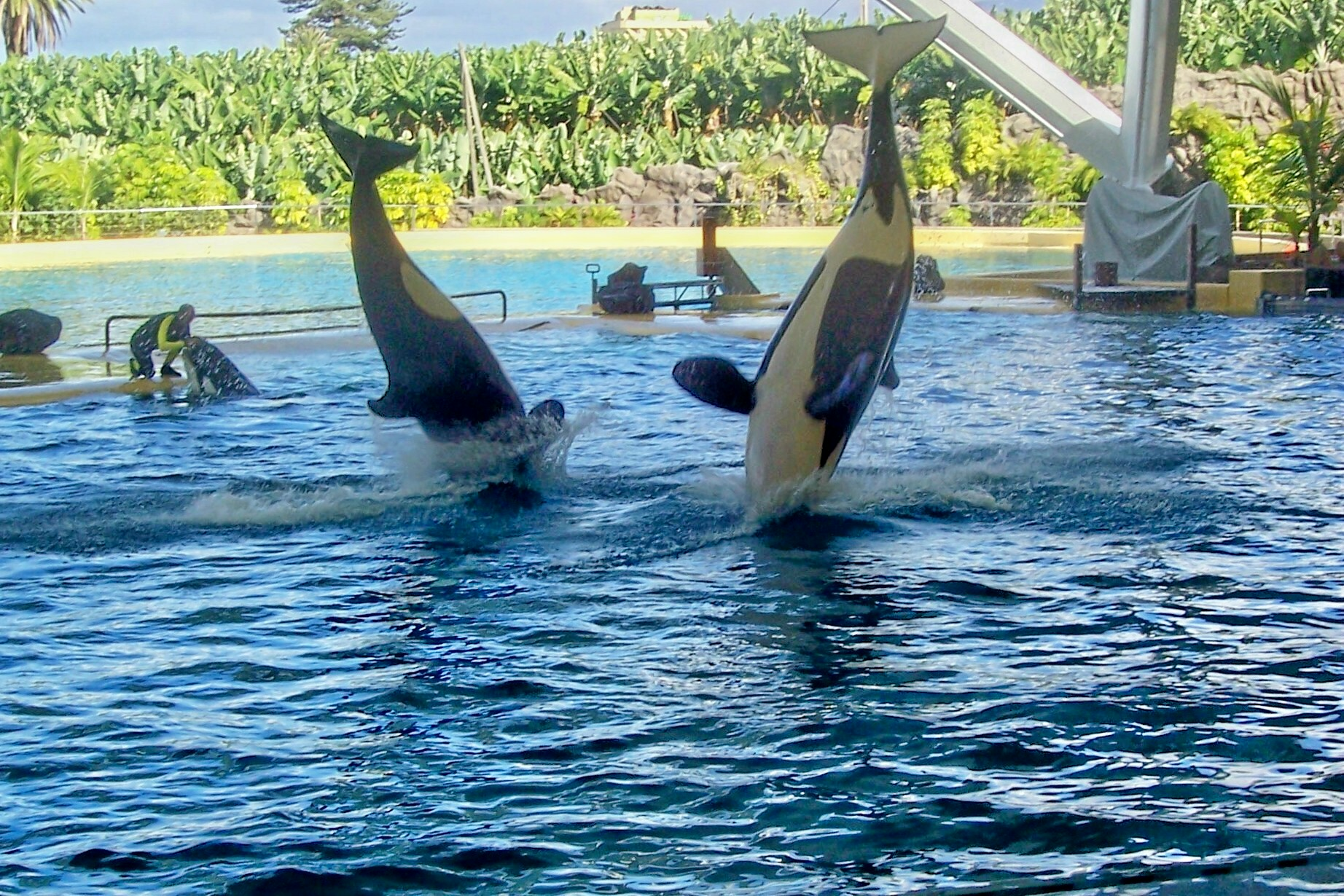
Schwertwale im Loro Parque

Da sie auf akustische Signale nicht reagierte, wurde im Dezember 2012 ein Audiogramm durchgeführt, das laut Aussage des Parks ergab, das Morgan fast völlig taub ist und dies ihre Jagdschwierigkeiten erkläre.

### Schwangerschaften
Ende 2017 entdeckten die Tierärzte bei einer Routineuntersuchung mit Ultraschall die Schwangerschaft des Wals. Wie sich herausstellte, war Morgan zu diesem Zeitpunkt bereits im 5. von ca. 18 Monaten Tragezeit.
Bereits 2015 hatte die Free Morgan Foundation gefordert, dass Morgan von den Männchen ihrer Gruppe separiert werden sollte, da sie eine Fortpflanzung für nicht legal hielt. Die zuständige Behörde Spaniens erklärte jedoch, dass es diesbezüglich keine Einschränkungen gebe, und der Loro Parque gab an, dass die Fortpflanzung ein Grundrecht für Tiere sei, jedoch nicht künstlich nachgeholfen würde.
Am 22. September 2018 brachte Morgan ihr erstes Kalb zur Welt. Das Weibchen wurde Ula genannt. Es musste von den Pflegern per Hand aufgezogen werden. Trotzdem hatten beide laut Loro Parque, ein enges Verhältnis und schwammen viel zusammen. Am 10. August 2021 meldete der Zoo den überraschenden Tod des Kalbs, nachdem sich der Gesundheitszustand innerhalb kurzer Zeit stark verschlechtert hatte.
Der Loro Parque bestätigte im Februar 2025, dass Morgan erneut schwanger ist. Am 31. März 2025 wurde ihr Sohn geboren, der später Teno getauft wurde.

### Soziale Gruppe
Bei ihrer Ankunft lebten fünf Schwertwale im Loro Parque, von denen vier mittlerweile tot sind. Bis auf das Männchen Adán, das 2010 im Loro Parque geboren worden war, waren alle Gruppenmitglieder älter als Morgan.
Schwertwal-Gruppe im Frühjahr 2012:
- Keto ♂ (* 1995)
- Tekoa ♂ (* 2000)
- Kohana ♀ (* 2002)
- Skyla ♀ (* 2004)
- Adán ♂ (* 2010)

Im Sommer 2012 brachte das älteste Weibchen Kohana ein weibliches Jungtier zur Welt. Dieses starb jedoch im Alter von 10 Monaten an Darmproblemen. Im März 2021 starb das Weibchen Skyla, wenige Monate vor dem Tod von Morgans Tochter Ula. Im September 2022 starb auch Kohana. Damit lebten nur noch vier Schwertwale im Loro Parque, wobei Morgan das einzige Weibchen ist. Der 27-jährige Keto starb vorzeitig im November 2024.